# Schiffer Ervin
Schiffer Ervin (Balassagyarmat, 1932 – Antwerpen, 2014. július) magyar származású brácsaművész, zenepedagógus, egyetemi tanár.

## Élete
Schiffer Jakab (1898–1969) női szabómester és Engel Ipoly Ibolya (1908–?) gyermekeként született. A Pesti Izraelita Hitközség Polgári Fiúiskolájának tanulója volt. Tanulmányait a Liszt Ferenc Zeneművészeti Főiskolán folytatta Weiner Leó, Lukács Pál, Ligeti György és Kodály Zoltán tanítványaként. Pályája kezdetén számos díjban részesült. Szólistaként és kamarazenészként is fellépett, s koncertjeivel bejárta a világot. Előadásai közül többet lemezre rögzítették. Alapítótagja volt a Pauk-Quartettnek, a Dékány Quartetnek, majd a Haydn vonósnégyesnek és a Contrasta kamarazene együttesnek. Feleségével, Sebestyén Kati hegedűművésszel Brüsszelben telepedtek le, de gyakran hazalátogattak Magyarországra.
Tanárként nagy befolyással bírt, többek között az amszterdami Sweelinck Konzervatóriumban és a brüsszeli Királyi Konzervatóriumban tanított. Rendszeresen zsűrizett nemzeti és nemzetközi versenyeken. Nyaranta mesterkurzosokat tartott a világ számos pontján.
Nevét viseli az évente megrendezésére kerülő Schiffer Ervin Nemzetközi Zenei Mesterkurzus.

## Díjai, elismerései
- Nemzetközi brácsaverseny díjazottja (Bukarest, 1953)
- Nemzetközi brácsaverseny díjazottja (Genf, 1955)
- Tata város díszpolgára (2011)